# Siesieńki

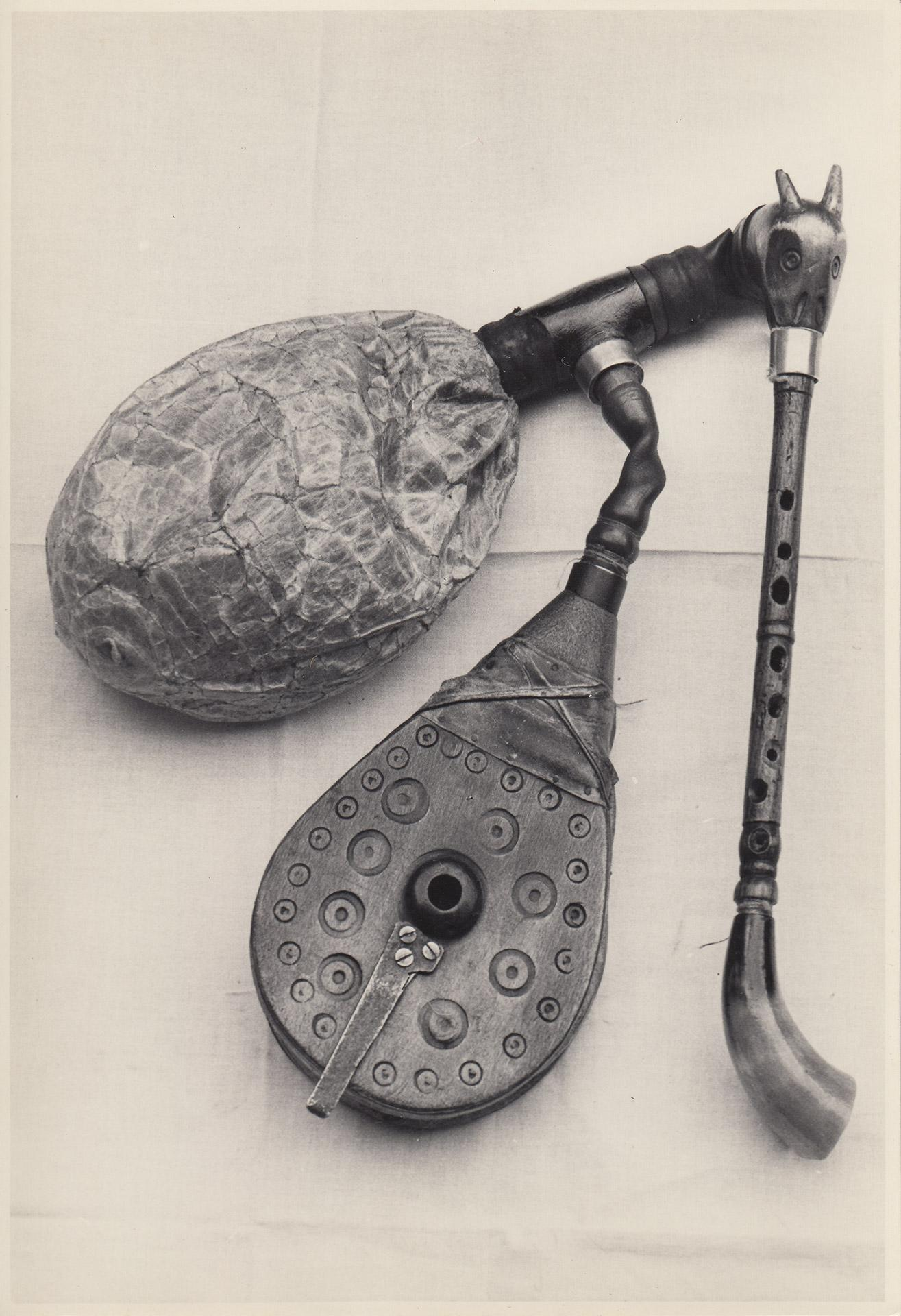
Siesieńki z mieszkiem (dymką)

Siesieńki (także: sierszeńki, sieszynki, sierszynki, sieszynie, sierszynie, sieszenie, pancharzyna, pęcherzyna) – instrument muzyczny z grupy aerofonów stroikowych, rodzaj dud, występujący w Wielkopolsce. Nie posiada piszczałki burdonowej.

## Budowa
Siesieńki składają się z:
- piszczałki melodycznej (przebierki), wyposażonej w stroik pojedynczy;
- worka (tradycyjnie zrobionego ze zwierzęcego pęcherza):
- rurki do wdmuchiwania powierza.

W niektórych instrumentach stosowano dwa połączone ze sobą pęcherze.
Po II wojnie światowej Tomasz Śliwa skonstruował sierszeńki napełniane przy pomocy mieszka.

## Zasięg występowania
Na terenie Wielkopolski pokrywał się z występowaniem innych instrumentów dudowych – kozła i dud wielkopolskich.

## Historia
Instrument obecny w Wielkopolsce przynajmniej od ostatnich dekad XIX w., zanikający w pierwszych dekadach ubiegłego stulecia. Występowanie instrumentu opisane przez badaczy dopiero w XX wieku.

## Praktyka wykonawcza
Siesieńki były instrumentem pasterskim, na którym grywały dzieci pasące zwierzęta. Traktowane były jako instrument ćwiczebny, na którym młodzież uczyła się podstaw gry na koźle/dudach.